# Mật mã học cổ điển
Trong mật mã học, mật mã học cổ điển là một dạng của mật mã học đã được sử dụng trong lịch sử phát triển của loài người nhưng ngày nay đã trở nên lạc hậu do các phương thức mã hóa này quá đơn giản và những kẻ tấn công có thể dễ dàng bẻ khóa thông qua nhiều phương thức như tấn công vét cạn (ví dụ như dùng máy tính thử hết mọi trường hợp) hay dựa trên tấn công thống kê (dựa trên tần suất xuất hiện của các chữ cái).
Nói chung, mật mã học cổ điển hoạt động trên cơ sở bảng chữ cái (chẳng hạn các ký tự từ "A" tới "Z" trong tiếng Anh), và chúng được thực hiện bằng tay hay một số máy móc cơ khí đơn giản. Ngược lại, các mô hình mã hóa hiện đại sử dụng các máy tính hay các công nghệ số hóa khác, và hoạt động mã hóa dựa trên việc thay thế các bit hay byte. Các phương thức mã hóa cổ điển thông thường dễ bị tổn thương (phá mã) bởi các tấn công văn bản mã hóa, đôi khi thậm chí kẻ tấn công không cần biết các chi tiết cụ thể của hệ thống mã hóa, bằng cách sử dụng các công cụ như phân tích tần suất. Đôi khi người ta cũng cho rằng các phương thức mã hóa như cách thức mã hóa của cỗ máy Enigma thuộc về các phương thức mã hóa cổ điển mặc dù cách thức mã hóa này đã sử dụng các thiết bị và công nghệ hiện đại nhất vào thời điểm đó (trong thời kỳ của Thế chiến II).
Các phương thức mã hóa cổ điển chủ yếu dựa trên mật mã hóa hoán vị và mật mã hóa thay thế. Trong mật mã hóa thay thế, các ký tự (hoặc nhóm ký tự) được thay thế một cách có quy luật trong toàn bộ thông điệp bằng các ký tự khác (hoặc nhóm ký tự), chẳng hạn câu I am Mr. Enigma from được thay bằng câu This is morning star, sau đó các ký tự còn lại trong bảng chữ cái được thay thế theo một quy luật nào đó xác định trước. Trong phương thức mật mã hóa hoán vị thì các ký tự được giữ không đổi, nhưng trật tự của chúng trong bản tin lại thay đổi theo một quy luật nào đó. Có các thuật toán phức tạp để thực hiện việc mật mã hóa bằng cách tổ hợp hai phương thức trên để tạo ra sản phẩm mã hóa; các phương thức mã hóa khối hiện đại như DES hay AES thực hiện việc lặp đi lặp lại một số bước thay thế và hoán vị.